# Галка (приток Удая)
Галка (укр. Галка) — правый приток реки Удая, протекающий по Бобровицому, Носовскому, Нежинскому и Прилукскому районам (Черниговская область).

## География
Длина — 36, 30 км. Площадь бассейна — 235 км². Скорость течения — 0,2 м/с. Русло реки (отметки уреза воды) в среднем течении (село Петровка) находится на высоте 119,6 м над уровнем моря.
Река берёт начало возле пгт Лосиновка. Река течёт на восток, затем юго-восток. Впадает в реку Удай (на 252-м км от её устья) севернее села Толкачовка.
Русло на протяжении почти всей длины выпрямлено в канал (канализировано), шириной 10 м и глубиной 1,5-1,6 м (в приустьевой части соответственно 22 и 1,8), местами сужается до 8 м. Является магистральным каналом и служит водоприёмником осушительной системы. Русло урегулировано гидротехническими сооружениями. На реке нет прудов.
Пойма занята заболоченными участками с лугами и кустарниками.

## Притоки
1. Без названия
2. Бабка (Баба)

## Населённые пункты
Населённые пункты на реке (от истока к устью):
1. Галица
2. Петровка
3. Великая Девица
4. пгт Малая Девица